# Keeway Hurricane
Keeway Hurricane – skuter marki Keeway produkowany w Chinach o jednocylidrowym, dwusuwowym silniku o pojemności 49,8 cm3.

## Dane techniczne
| Typ silnika                                         | 49,8 cm3, 1-cylindrowy, 2T, chłodzony powietrzem |
| Skrzynia biegów                                     | Pasek, skrzynia automatyczna                     |
| Średnica cylidra x skok                             | 40,0 mm x 39,2 mm                                |
| Ilość oleju w silniku                               | 1,0 l                                            |
| Napięcie i pojemność akumulatora                    | 12 V, 4 Ah                                       |
| Gaźnik                                              | PZ19JB z przepustnicą suwakową                   |
| Świeca zapłonowa                                    | NGK BPR7BHS                                      |
| Minimalna dopuszczalna grubość pasa przekładniowego | 16 mm                                            |
| Płyn hamulcowy                                      | DOT4                                             |
| Prędkość maksymalna                                 | 45 km/h                                          |